# صواريخ بالستية تطلق من الغواصات

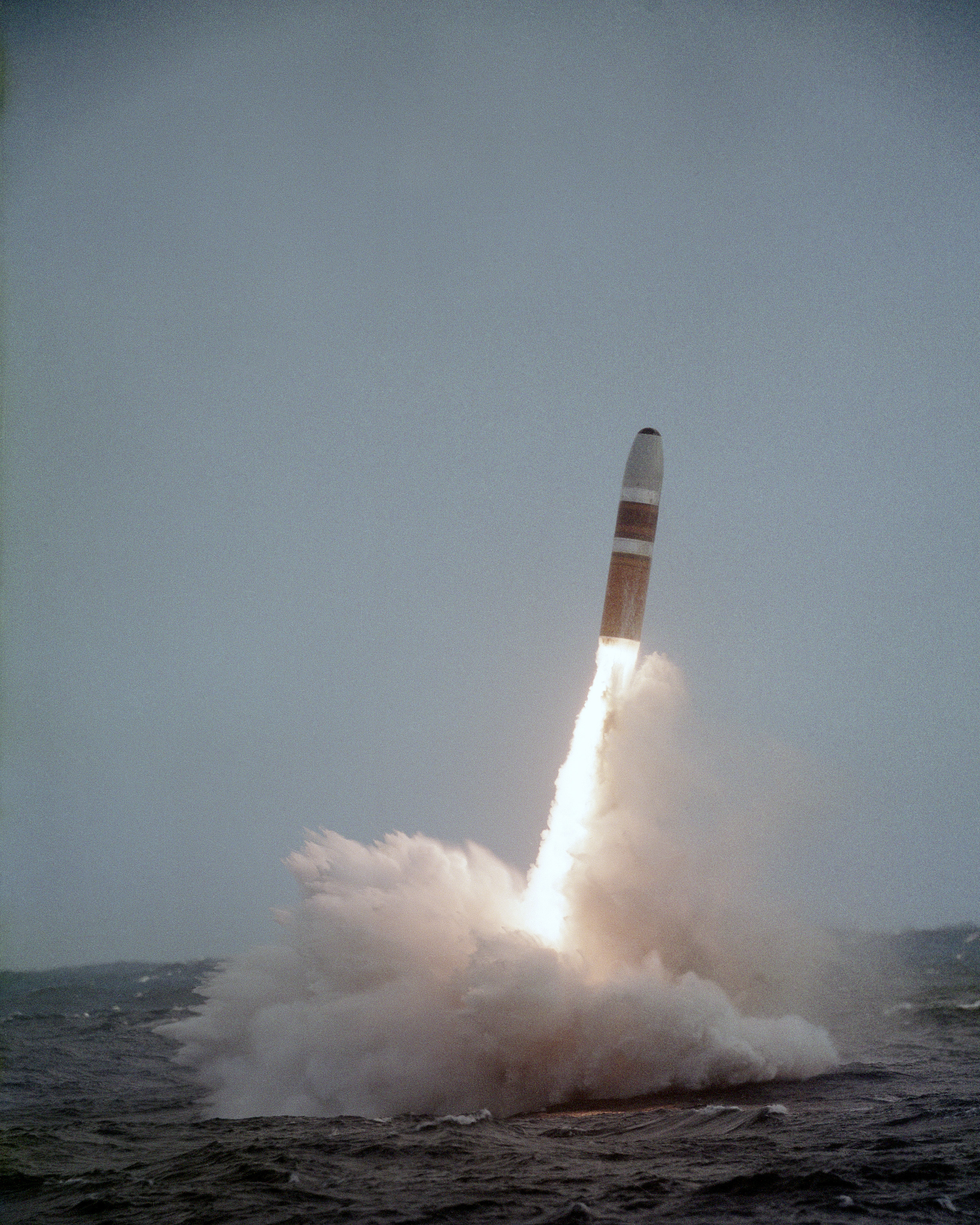
يفرز ترايدنت أنا UGM-96 الماء بعد إطلاقه من غواصة تابعة للبحرية الأمريكية في عام 1984

صاروخ باليستي يطلق من غواصة (SLBM) هو صاروخ باليستي قادر على إطلاقه من الغواصات. عادة ما تقدم الأنواع الحديثة العديد من مركبات إعادة الدخول المستهدف بشكل مستقل (MIRVs) يحمل كل منها رأسًا حربيًا نوويًا ويسمح بإطلاق صاروخ واحد مما يُمكن من إصابة عدة أهداف. تعمل الصواريخ البالستية التي تُطلق من الغواصات بطريقة مختلفة عن القذائف الانسيابية التي تطلق هي الأخرى من الغواصات.
ترتبط الصواريخ الباليستية الحديثة التي تطلق من الغواصات ارتباطا وثيقا بالقذائف الباليستية العابرة للقارات (التي يبلغ طولها أكثر من 5500 كيلومتر (3000 نانومتر)) وفي العديد من الحالات قد تكون الصواريخ المضادة للقذائف التسيارية والقذائف التسيارية العابرة للقارات جزءا من عائلة الأسلحة نفسها.

## التاريخ

### أصول
تم تطوير أول تصميم عملي لمنصة إطلاق تعتمد على الغواصات من قبل الألمان بالقرب من نهاية الحرب العالمية الثانية، بما في ذلك أنبوب إطلاق يحتوي على شكل صاروخي باليستي من نوع V-2 وتم سحبه خلف غواصة تعرف باسم الرمز Prüfstand XII. انتهت الحرب قبل أن يتم اختبارها، لكن المهندسين الذين عملوا عليها ذهبوا للعمل لصالح الولايات المتحدة والاتحاد السوفييتي في برامجهم الخاصة بقوات الدفاع الشعبية. تطلبت هذه الأنظمة وغيرها من أنظمة SLBM المبكرة إبراز السفن عندما أطلقت الصواريخ، لكن أنظمة الإطلاق تم تكييفها في النهاية للسماح بالإطلاق تحت الماء في 1950-1960. أطلقت غواصة مشروع 611 (زولو - IV) التي تم تحويلها أول طائرة SLBM في العالم، وهي طائرة من طراز R-11FM (SS-N-1 Scud-A ، بحرية من طراز سكود SS-1) في 16 سبتمبر 1955. خمسة مشاريع إضافية V611 و AV611 (صنف Zulu-V) أصبحت الغواصات أول غواصات صاروخية ذاتية الدفع في العالم (SSBs) مع صاروخين R-11FM لكل منهما، دخلت الخدمة في 1956-1957.

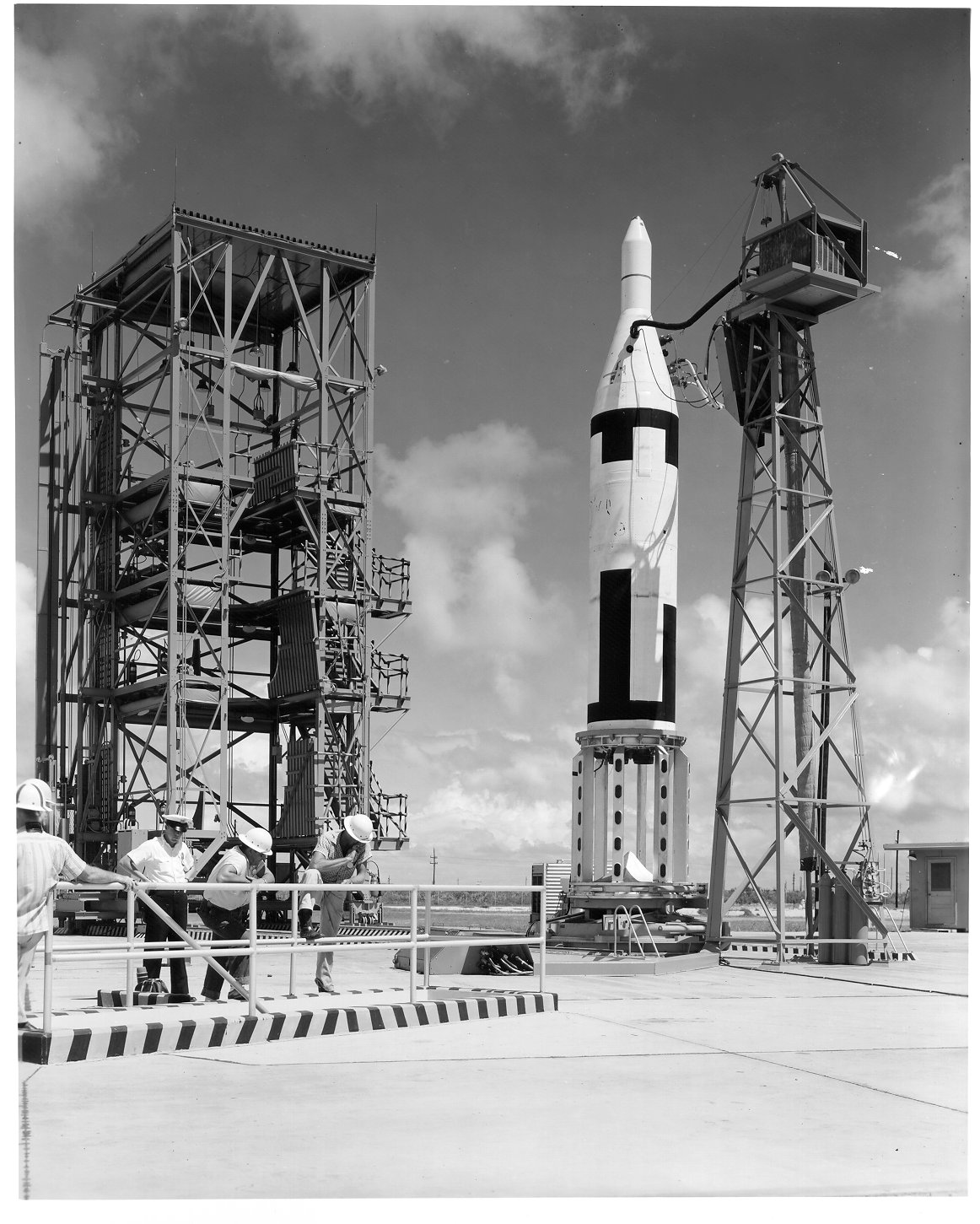
Polaris-a1

عملت البحرية الأمريكية مبدئيًا على نوع من الصواريخ الباليستية متوسطة المدى من طراز «جوبيتر» من طراز «جوبيتر» التابع للجيش الأمريكي، حيث عرضت أربعة من الصواريخ الكبيرة ذات الوقود السائل لكل غواصة. ترأس الأميرال دبليو إف «الأحمر» رابورن مكتب مشروع خاص لتطوير كوكب المشتري للبحرية، بدأ في أواخر عام 1955. ومع ذلك، في مؤتمر الحرب الغواصة Project Nobisca في عام 1956، ذكر الفيزيائي إدوارد تيلر أن رأسًا حربيًا صغيرًا ماديًا صغيرًا أنتجت لصواريخ بولاريس الصغيرة نسبيا، التي تعمل بالوقود الصلب، وهذا دفع القوات البحرية لمغادرة برنامج المشتري في ديسمبر من ذلك العام. سرعان ما ركز قائد العمليات البحرية الأدميرال أرليغ بيرك على جميع الأبحاث الاستراتيجية للبحرية حول بولاريس، التي لا تزال تحت مكتب المشروع الخاص الأدميرال رابون. لقد تم تزويد جميع الشركات الأمريكية العاملة بالغلاف الخلفي بالوقود الصلب بينما كانت جميع الآليات السوفيتية (SLBM) السوفييتية والروسية تعمل بالوقود السائل باستثناء الطائرة الروسية RSM-56 Bulava التي دخلت الخدمة في عام 2014.
كانت أول غواصة تعمل في مجال الصواريخ البالستية تعمل بالطاقة النووية في العالم (SSBN) هي USS جورج واشنطن (SSBN-598) مع 16 صاروخًا Polaris A-1، التي دخلت الخدمة في ديسمبر 1959 وأجرت أول دورية رادعة لـ SSBN نوفمبر 1960 - يناير 196 جورج واشنطن كما أجرت أول عملية إطلاق SLBM المغمورة بنجاح مع Polaris A-1 في 20 يوليو 1960. بعد أربعين يومًا، أطلق الاتحاد السوفييتي أول إطلاق ناجح تحت الماء لصاروخ باليستي غواصة في البحر الأبيض، في 10 سبتمبر 1960 من نفس المحول المشروع 611 (غواصات تابعة لتقرير حلف شمال الأطلسي تحت اسم الزولو-رابعا) أطلقت لأول مرة الصاروخ R-11FM. كان السوفيت بعد عام واحد فقط من الولايات المتحدة مع أول SSBN ، K-19 المشؤوم من مشروع 658 (فئة الفندق)، بتكليف في نوفمبر 1960. ومع ذلك، حملت فئة الفندق ثلاثة صواريخ R-13 فقط (اسم تقرير حلف شمال الاطلسي SS-N-4) كل واضطرت إلى السطحية ورفع الصاروخ لإطلاقه. لم يكن الإطلاق المغمور قدرة تشغيلية للسوفييت حتى عام 1963، عندما تم إعادة تزويد الصاروخ R-21 (SS-N-5) أولاً بالمشروع 658 (فئة الفنادق) و Project 629 (غواصات فئة الجولف). تمكن الاتحاد السوفييتي من التغلب على الولايات المتحدة في إطلاق واختبار أول SLBM برأس حربي نووي فعلي، وهو R-13 انفجر في نطاق اختبار نوفايا زيمليا في المحيط المتجمد الشمالي، وقام بذلك في 20 أكتوبر 1961، قبل عشرة أيام فقط التفجير العملاق 50 Mt Tsar Bomba في نفس المنطقة العامة. أجرت الولايات المتحدة في نهاية المطاف اختبارًا مشابهًا في المحيط الهادئ في 6 مايو 1962، حيث تم إطلاق Polaris A-2 من USS Ethan Allen (SSBN-608) كجزء من سلسلة التجارب النووية عملية دومينيك. أول SSBN السوفياتي مع 16 صاروخ كان مشروع 667A (Yankee class)، الذي دخل الخدمة لأول مرة في عام 1967 مع 32 زورقًا عام 1974. بحلول الوقت الذي تم فيه تفويض أول يانكي، كانت الولايات المتحدة قد بنت 41 SSBNs ، الملقب بـ «41 من أجل الحرية».

### نشر ومزيد من التطوير

الفرنسية M45 SLBM و M51 SLBM في المقطع العرضي للغواصة.

حدد النطاق القصير لـ SLBMs المبكر مواقع الإنشاء والتوزيع. بحلول أواخر الستينيات، تم نشر Polaris A-3 على جميع SSBNs الأمريكية مع مجموعة من 4600 كيلومتر (2500 nmi)، وهو تحسن كبير على مدى 1900 كيلومتر (1000 نمي) من Polaris A-1. كان لدى الطائرة A-3 أيضًا ثلاثة رؤوس حربية سقطت في نمط حول هدف واحد. تم تجهيز صنف اليانكي في البداية بصاروخ R-27 Zyb (SS-N-6) مع مجموعة من 2,400 كيلومتر (1,300 nmi). كانت الولايات المتحدة أكثر حظا في ترتيباتها الأساسية من السوفييت. بفضل الناتو وحيازة غوام للولايات المتحدة، كانت SSBNs الأمريكية تنتشر بشكل دائم في مواقع تجديد متقدمة في Holy Loch ، واسكتلندا، وروتا، وإسبانيا، وغوام بحلول منتصف الستينيات، مما أدى إلى أوقات عبور قصيرة لمناطق الدوريات بالقرب من الاتحاد السوفيتي. كانت مرافق SSBN في مواقع التعديل المتقدمة متقنة، مع مناقصة غواصة فقط وحوض جاف جاف عائم. وقد تم توفير سفن تجارية محولة (T-AKs) (سفن نقل البضائع العسكرية) لنقل العبوات والتجهيزات إلى المواقع. مع طواقم تدور في القارب، يمكن أن يكون ثلث إجمالي القوة الأمريكية في منطقة دورية في أي وقت. إن القواعد السوفيتية، في منطقة مورمانسك من أجل المحيط الأطلسي ومنطقة بتروبافلوفسك كامتشاتسكي في المحيط الهادئ، تطلبت من SSBNs لها أن تقوم بعبور طويل (من خلال المياه التي ترصدها منظمة حلف شمال الأطلسي في المحيط الأطلسي) إلى مناطق دورياتها في منتصف المحيط لعقد القارات. الولايات المتحدة (CONUS) في خطر. ولم يؤد ذلك إلا إلى نسبة صغيرة من المناطق التي تحتلها القوات السوفياتية في أي وقت من الأوقات، وكان دافعًا كبيرًا لقوات الحركة السوفييتية السوفيتية الأطول مدى، والتي ستسمح لها بدوريات بالقرب من قواعدها، في مناطق يُشار إليها أحيانًا باسم "الحصون العميقة". ". كانت هذه الصواريخ هي سلسلة R-29 Vysota (SS-N-8، SS-N-18، SS-N-23)، والمجهزة على مشاريع 667B ، 667BD ، 667BDR ، و 667 BDRM (دلتا- I من خلال الدلتا-IV). دخلت الطائرة SS-N-8، التي يبلغ طولها 7.700 كيلومتر (4.200 نيومي)، الخدمة في أول قارب من طراز دلتا -1 في عام 1972، قبل أن يتم إكمال صف يانكي. تم إدخال ما مجموعه 43 قارب من طراز دلتا من جميع الأنواع في الخدمة 1972-90، مع SS-N-18 على فئة Delta III و R-29RM Shtil (SS-N-23) في فئة Delta IV. وقد زادت الصواريخ الجديدة نطاقًا في نهاية المطاف، وفي نهاية المطاف، قامت عدة مركبات إعادة توجيه مستهدفة بشكل مستقل (MIRV)، ورؤوس حربية متعددة يمكن أن يصل كل منها إلى هدف مختلف.

### بوسيدون وترادينت الأول
على الرغم من أن الولايات المتحدة لم تكلف أي SSBNs جديدة من عام 1967 حتى عام 1981، إلا أنها قدمت اثنين من SLBMs جديدة. تم بناء واحد وثلاثين من أصل 41 SSBN US الأصلي مع أنابيب إطلاق أكبر قطر مع وضع الصواريخ المستقبلية في الاعتبار. في أوائل السبعينات، دخل الصاروخ Poseidon (C-3) الخدمة، وأعطيت تلك الـ 31 SSBNs معها. عرض بوسيدون قدرة هائلة MIRV تصل إلى 14 رأسا حربيا لكل صاروخ. مثل السوفييت، أرادت الولايات المتحدة أيضًا صاروخًا طويل المدى يسمح لـ SSBNs بالاستناد إلى CONUS. في أواخر السبعينات، تم إعادة تزويد صاروخ ترايدنت 1 (C-4) الذي يبلغ مداه 7400 كم (4000 نمي) وثمانية رؤوس حربية من طراز MIRV إلى 12 غواصة مجهزة بوسيدون. تم تفكيك منشآت SSBN (في المقام الأول مناقصة الغواصات والحوض الجاف العائم) للقاعدة في روتا، أسبانيا، وتم بناء قاعدة الغواصة البحرية King's Bay في جورجيا للقوة المجهزة لترايدنت.

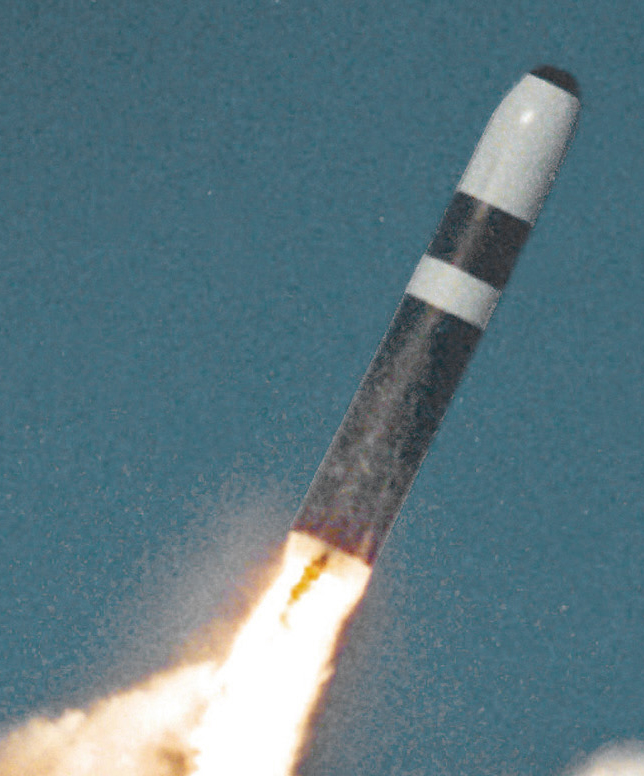
صاروخ ترايدنت 2 بعد الإطلاق.

### غواصات ترايدنت وتايفون
بتكليف كل من الولايات المتحدة والاتحاد السوفياتي SSBNs أكبر مصممة لصواريخ جديدة في عام 1981. وكانت الطبقة أوهايو، ودعا SSBN كبير الأمريكي أيضا «ترايدنت غواصة»، التي تضم أكبر التسلح SSBN من أي وقت مضى من 24 صاروخا، في البداية ترايدنت I لكن بنيت مع أنابيب أكبر بكثير لصاروخ ترايدنت الثاني (D-5)، الذي دخل الخدمة في عام 1990. تم تحويل الطبقة بأكملها لاستخدام ترايدنت الثاني بحلول أوائل عام 2000. عرضت ترايدنت II مجموعة من أكثر من 8,000 كيلومتر (4,300 NMI) مع ثمانية رؤوس حربية MIRV أكبر من ترايدنت I. عندما بدأ يو اس اس أوهايو (SSBN-726) التجارب البحرية في عام 1980، وهما من العشرة الأولى SSBNs الولايات المتحدة لديها صواريخ على إزالة الامتثال مع متطلبات معاهدة SALT ؛ تم تحويل الثمانية الباقين إلى غواصات هجومية (SSN) بحلول نهاية عام 1982. كانت جميعها في المحيط الهادئ، وتم استبعاد قاعدة غوام SSBN ؛ استخدمت أول قوارب عديدة من طراز أوهايو منشآت ترايدنت الجديدة في قاعدة الغواصة البحرية بانجور في واشنطن. تم تشغيل 18 زورقا من فئة أوهايو في عام 1997، تم تحويل أربعة منها كغواصات لصواريخ كروز (SSGN) في العقد الأول من القرن الحالي للامتثال لمتطلبات معاهدة ستارت الأولى. كان SSBN كبير السوفياتي مشروع 941 أكولا، مشهورة مثل اعصار من الدرجة (وينبغي عدم الخلط مع مشروع 971 شوكا غواصة هجومية، ودعا «أكولا» الناتو). كانت الأعاصير أكبر غواصات تم بناؤها على الإطلاق بـ 48,000 طن مغمور. وكانوا مسلحين بـ 20 من صواريخ R-39 Rif (SS-N-20) الجديدة التي يبلغ مداها 8300 كيلومتر (4500 nmi) و 10 رؤوس MIRV. كلفت ستة أعاصير من 1981 إلى 1989.

### بعد الحرب الباردة
تم إنهاء بناء SSBN الجديد لأكثر من 10 سنوات في روسيا وتباطأ في الولايات المتحدة مع انهيار الاتحاد السوفييتي ونهاية الحرب الباردة في عام 1991. الولايات المتحدة سرعان ما أوقفت ما تبقى من 31 SSBN المتبقية، مع تحويل عدد قليل إلى أدوار أخرى، وكانت القاعدة في الكرسي المقدسة غير محددة. تم إلغاء معظم قوات السوفياتي السابق SSBN بالتدريج بموجب أحكام اتفاقية Nunn-Lugar Cooperative للحد من التهديد حتى عام 2012. وبحلول ذلك الوقت، كانت قوة SSBN الروسية في ست دلتا - IVs ، وثلاثة دلتا -3، و Typhoon وحيد يستخدم اختبار لقذائف جديدة (تم تفكيك R-39s فريدة من نوعها للأعاصير في عام 2012). تم تطوير صواريخ ترقية مثل R-29RMU Sineva (SS-N-23 Sineva) لدلتا. في عام 2013، كلف الروس أول غواصة من طراز Borei ، تسمى أيضًا طبقة Dolgorukiy بعد سفينة الرصاص. بحلول عام 2015، دخل اثنان آخران الخدمة. ويهدف هذا الفصل إلى استبدال دلتاس القديمة، ويحمل 16 صاروخا بولافا RSM-56 تعمل بالوقود الصلب، مع نطاق يبلغ 000 10 كيلومتر (5,400 نمي) وستة رؤوس حربية من طراز MIRV. الولايات المتحدة تصمم بديلا لفئة ولاية أوهايو. ومع ذلك، اعتبارا من أوائل عام 2015 لم يتم وضع أي منها.
لقد كانت غواصات الصواريخ البالستية ذات أهمية إستراتيجية كبيرة بالنسبة للولايات المتحدة، وروسيا، والقوى النووية الأخرى منذ أن دخلت الخدمة في الحرب الباردة، حيث أنها يمكن أن تختبئ من الأقمار الصناعية الاستطلاعية وتطلق أسلحتها النووية مع الإفلات الفعلي من العقاب. وهذا يجعلهم محصنين ضد الضربة الأولى الموجهة ضد القوات النووية، مما يسمح لكل طرف بالحفاظ على القدرة على شن هجوم انتقامي مدمر، حتى لو تم تدمير جميع الصواريخ الأرضية. هذا يعفي كل جانب من ضرورة تبني إطلاق في وضع التحذير، مع ما يصاحب ذلك من مخاطر حرب نووية عرضية. بالإضافة إلى ذلك، فإن نشر صواريخ دقيقة للغاية على غواصات فائقة الهدوء يسمح للمهاجم بالتسلل بالقرب من ساحل العدو وإطلاق صاروخ على مسار منخفض (وهو مسار باليستي غير مثالي يتداول قبالة وزن رمي منخفض لأسرع وانخفاض المسار، والحد بشكل فعال من الوقت بين إطلاق والتأثير)، وبالتالي فتح إمكانية حدوث ضربة رأس.

## وصلات خارجية
- Navweaps.com US naval missiles index page
- Navweaps.com Soviet and Russian naval missiles index page
- Navweaps.com UK naval missiles index page
- Video نسخة محفوظة 10 ديسمبر 2012 at Archive.is showing the launch of a Trident SLBM.
- Estimated Strategic Nuclear Weapons Inventories (September 2004)
- R-11 SLBM
- Trident Submarines Are Killing Machines Unparalleled In Human History.
- NavSource.org SSBN photo gallery index[وصلة مكسورة]